# Produit génique
 (novembre 2021).
Si vous disposez d'ouvrages ou d'articles de référence ou si vous connaissez des sites web de qualité traitant du thème abordé ici, merci de compléter l'article en donnant les références utiles à sa vérifiabilité et en les liant à la section « Notes et références ».

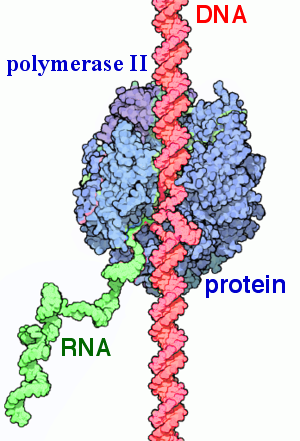
Transcription de l'ADN en ARN à l'aide de la protéine ARN polymérase II.

Un produit génique est une biomolécule résultant de l'expression d'un gène. Il peut s'agir d'un fragment, soit d'ARN, soit de protéine. La mesure de la quantité de produits géniques est parfois utilisée pour évaluer l'activité d'un gène, comme dans le cas des oncogènes, dont la surexpression peut entraîner des cancers.